# Adstrat
Termenul adstrat (< fr  adstrat, cf. de  Adstrat < la  adstratus „așezat lângă”) a fost introdus în lingvistică de cercetătorul italian Matteo Giulio Bartoli, și are cel puțin două accepții.

## În lingvistica istorică
În lingvistica istorică, una din accepțiile termenului este ansamblul elementelor străine pătrunse pe diverse căi într-o limbă, după constituirea acesteia ca idiom distinct. Aceste elemente sunt, în mod concret, împrumuturile de diferite tipuri preluate de limba respectivă, mai ales cele lexicale (cuvinte, afixe derivative), precum și calcuri.
În limba română este vorba de împrumuturi din pecenegă, cumană, tătară, turcă, maghiară, limbile slave învecinate, greaca bizantină și neogreacă, germană etc. Un loc aparte îl ocupă împrumuturile din limba latină savantă și din limbile romanice, mai ales franceza, care, pătrunzând masiv, începând cu a doua jumătate a secolului al XVIII-lea, au înlocuit multe împrumuturi mai vechi. În secolul al XXI-lea sunt preponderente împrumuturile din limba engleză.
Prezența adstratului este explicabilă fie prin vecinătatea geografică a unor populații care vorbesc limbi diferite, fie prin împrejurări de ordin istorico-politic, fie prin contacte culturale.

## În lingvistica istorică și în sociolingvistică
În altă accepție, adoptată și de sociolingvistică, adstratul se găsește definit cu genuri proxime diferite, dar cu conținut asemănător. Pentru unii autori este un tip de interferență între două limbi care intră în contact sau se amestecă. Pentru alții, adstratul este o limbă sau un dialect care influențează alt idiom luat ca referință. Iarăși pentru alții, este ansamblul faptelor de limbă ce rezultă din influența unei limbi asupra alteia. Elementul comun în aceste definiții este că, în perspectivă istorică, limbile în contact sunt vorbite de comunități lingvistice care conviețuiesc sau se învecinează într-o perioadă de timp îndelungată. Din cauza dezvoltării comunicațiilor, noțiunea de adstrat nu mai implică în mod necesar o apropiere geografică, ci și una politică, culturală și economică a unor țări care pot fi și foarte îndepărtate una de alta.
Împreună cu noțiunea de adstrat au fost introduse în lingvistică și cele de substrat și de suprastrat. Acestea pot implica, în istoria limbilor, asimilarea unei limbi de către cea de referință, pe când adstratul implică o interacțiune neutră, în care nu are loc o asimilare etnică, nici dizolvarea uneia din limbi în cealaltă, ci ele continuă să existe ca atare. Este vorba de influențe reciproce, chiar dacă ponderea celor două influențe nu este egală. Într-un stat cu o majoritate lingvistică, influența limbii unei minorități lingvistice care nu renunță la idiomul său este mai mică decât invers.
Interferențele de tip adstrat pot duce la formarea a ceea ce se numește în engleză linguistic area (literal „arie lingvistică”), iar în germană Sprachbund, având corespondentul tradițional românesc „uniune lingvistică”. Acești termeni denumesc un grup de limbi neînrudite sau marginal înrudite, apropiate geografic, care prezintă trăsături comune datorate influențelor reciproce. Un astfel de grup este considerat a fi, de exemplu, uniunea lingvistică balcanică.

## Exemple de adstrat
Exemplele de interferențe de tip adstrat sunt numeroase în lume. Câteva din acestea sunt între:
- limba spaniolă și limba bască[1];
- limba italiană meridională și limba greacă[1];
- limba flamandă și limba franceză în Belgia[4];
- engleza și franceza[5];
- limba maghiară și limbile majoritare din țările vecine cu Ungaria[13].